# Drioma
Dans la mythologie slave, Drioma (en russe Дрёма) est un esprit du soir et de la nuit. 
Elle prend l'allure d'une vieille femme à l'apparence bienveillante et aux mains douces ou celle d'un petit homme avec une voix douce et berçante. Drioma se promène le soir sous les fenêtres, et quand les ténèbres s'épaississent, pénètre dans la maison à travers les fentes et les fissures. Elle vient voir les enfants, les endort en leur fermant les yeux, arrange la couverture, caresse leurs cheveux ; cet esprit est moins gentil avec les adultes auxquels elle inspire parfois des cauchemars.